# (312) Pierretta
(312) Pierretta és un asteroide pertanyent al cinturó d'asteroides descobert el 28 d'agost de 1891 per Auguste Honoré Charlois des de l'observatori de Niça, França.
Es desconeix la raó del nom.